# Зворотне забруднення
Зворотне забруднення — теоретична можливість занесення на Землю невідомих позаземних інфекцій із космічного простору. Уперше теорію зворотного забруднення висунули співробітники НАСА на початку 1960-х років, на етапі підготовки запуску космічного корабля «Аполлон-11».
Вчені вважали, що на поверхні Місяця або в його надрах є умови для перебування «шкідливих чужорідних організмів». Унаслідок цього було ухвалене рішення про необхідність введення карантину для астронавтів, які повернулися з місячної експедиції, а також космічного корабля й доставлених з Місяця зразків ґрунту. Строк карантину був визначений в 21 день. Крім того, у Х'юстоні було створено спеціальну лабораторію з приймання місячного ґрунту, у яку й доставлялися всі взяті на Місяці зразки. Однак із наближенням запуску перших людей на Місяць в американському суспільстві стали висловлюватися сумніви щодо потреби в таких запобіжних заходах, оскільки тритижневий карантин додатково обтяжував астронавтів. На певному етапі співробітники НАСА визнали, що карантинні заходи можна ослабити. Це викликало дискусію в суспільстві. Газета «Нью-Йорк Таймс» писала, що ослаблення карантину здатне призвести до «непередбачуваних, але, цілком імовірно, згубних наслідків». У свою чергу, журнал «Science», відповідаючи газеті, зазначав, що речовина Місяця, яку викидало в космічний простір під час ударів метеоритів об її поверхню, без жодного карантину потрапляла на Землю протягом мільярдів років, і мільйони тонн цієї речовини накопичилися на поверхні Землі, не завдавши жодної шкоди її мешканцям. На доказ своїх слів редактор видання брався з'їсти пробу нестерилізованого місячного пилу, аби довести її нешкідливість для людського організму. Пізніше американський генетик і біохімік Джошуа Ледерберг писав, що якби хто-небудь із відповідальних наукових консультантів НАСА справді вірив у можливість зараження й розцінював би такий ризик як досить високий, НАСА одержало б наказ про скасування польоту з людиною на борту.
Однак карантинні заходи все ж були вжиті й строго дотримувалися під час перших польотів на Місяць. Пізніше від них відмовилися: останніми карантин проходили астронавти місії «Аполлон-14».